# Phu Khiao (huyện)
Phu Khiao (tiếng Thái: ภูเขียว) là một huyện (‘‘amphoe’’) ở phía bắc của tỉnh Chaiyaphum, đông bắc Thái Lan.

## Lịch sử
Phu Khiao đã là một thành phố (Mueang) trong thời kỳ đầu Rattanakosin cuối thế kỷ 18. Trung tâm thành phố nằm ở Ban Mueang Kao (nay ở Kaset Sombun). Khi thành phố phát triển,  Phraya Krai Singhanat (Ruecha) đã dời trung tâm thành phố đến Ban Kut Chueak. Con trai ông, thống đốc tiếp theo là Phraya Krai Singhanat (Bunma) đã dời trung tâm thành phố đến Ban Non Salao.
Trong cuộc cải cách hành chính thesaphiban Mueang Phu Khiao đã bị hạ cấp xuống thành một huyện của tỉnh Chaiyaphum năm 1899.
Huyện này sau đó đã được đổi tên thành Phak Pang theo tambon trung tâm, và đã được đổi tên lại thành Phu Khiao năm 1939.

## Địa lý
Các huyện giáp ranh (từ phía bắc theo chiều kim đồng hồ) là Chum Phae của tỉnh Khon Kaen, Ban Thaen, Kaeng Khro, Kaset Sombun và Khon San của tỉnh Chaiyaphum.

## Hành chính
Huyện này được chia thành 11 phó huyện (tambon).
| 1.  | Phak Pang      | ผักปัง       |  |
| 2.  | Kwang Chon     | กวางโจน    |  |
| 3.  | Nong Khon Thai | หนองคอนไทย |  |
| 4.  | Ban Kaeng      | บ้านแก้ง     |  |
| 5.  | Kut Yom        | กุดยม       |  |
| 6.  | Ban Phet       | บ้านเพชร    |  |
| 7.  | Khok Sa-at     | โคกสะอาด   |  |
| 8.  | Nong Tum       | หนองตูม     |  |
| 9.  | O Lo           | โอโล       |  |
| 10. | That Thong     | ธาตุทอง     |  |
| 11. | Ban Don        | บ้านดอน     |  |